# Vincentius van Zwanenburg
Vincentius van Zwanenborg was een 15e-eeuwse Gelderse edelman (jonker), militair en veldheer. Tijdens de Stichtse Oorlog werd hij als "Hoekse ritmeester" regelmatig genoemd in de "Antonius Matthaeus, Analecta".

## Levensloop
Hij was waarschijnlijk afkomstig van een Gelders laag adellijk geslacht, dat in het bezit was van Kasteel Zwanenburg, maar dat het geslacht oorspronkelijk afkomstig was uit Zwammerdam. Hij wordt in 1479 genoemd als een Nijmeegse ruiteraanvoerder die slag levert tegen een Bourgondisch-Kleefs leger.
Wanneer de Stichtse Oorlog (1481-83) zich aandient wordt hij aangenomen door Jan III van Montfoort als ritmeester van Utrecht, hij brengt daarbij 43 ruiters met zich mee. Hij zou officieel in Utrechtse dienst zijn van 26 augustus 1481 tot 18 maart 1482. Van 9 september tot 18 september 1481 plundert hij de stenen sterkten van Ter Ham, Nijenrode en Ter Eem.
Hij neemt in oktober 1481 deel aan de Slag op de Vaart, waarbij hij zijn ruiters en Utrechtse burgers succesvol aanvoert. Als dank voor zijn verdienste wordt hij tot ridder geslagen door de heer van Montfoort. 
In december volgt de Slag bij Westbroek waarbij Van Zwanenborg de Utrechters aanvoert naar een grote nederlaag tegen de Hollanders. Zwanenborg zou hebben gezegd over de slag dat als zijn mannen niet in paniek waren geraakt en samen waren gebleven, ze een kans hadden kunnen maken tegen de Hollanders . Vanwege achterstallige soldij van de stad Utrecht slaat Van Zwanenburg aan het plunderen in het achterland om zijn mannen tevreden te houden. In maart 1482 maakt hij zich met een gedurfde actie meester van de stad Vianen. Hij kwam via de Lekpoort met 300 man de stad binnen en deed er nog 3 dagen over om het slot Batestein te veroveren. Zwanenborg hield de stad Vianen zelf in bezit totdat de stad Utrecht zijn achterstallige soldij van 4000 Rijnsche guldens wilde afbetalen. Na maanden van afwachten, werd Zwanenborg benaderd door de vijand de heer van Brederode, deze wilde 2500 Rijnsche guldens betalen om zijn stad weer terug te krijgen. Op 19 juli 1482 trok Zwanenborg de stad uit met 50 mannen en 2 karren richting Culemborg, waar een delegatie onder Walraven II van Brederode stond om de sleutels van de stad te krijgen. Van Zwanenborg trok vervolgens naar Gelre en keerde niet meer terug in Utrechtse dienst.